# Tétraméthyléthylènediamine(diméthyl)nickel(II)
Le tétraméthyléthylènediamine(diméthyl)nickel(II) est un complexe organonickel (en) de formule chimique (Me2NCH2CH2NMe2)NiMe2, où « Me » désigne le groupe méthyle −CH3, parfois abrégée (tmeda)NiMe2, où « tmeda » désigne le ligand bidenté N,N,N’,N’-tétraméthyléthylènediamine (CH3)2NCH2CH2N(CH3)2. Il s'agit d'un composé jaune-brun sensible à l'air couramment utilisé comme précurseur de divers autres complexes organonickel. On l'obtient à partir de l'adduit d'acétylacétonate de nickel(II) et de tétraméthyléthylènediamine par réaction avec le méthyllithium CH3Li,.
Le ligand tétraméthyléthylènediamine est facilement déplacé par des bases telles que les bipyridines et les diphosphines. Le traitement du complexe avec les alcènes électrophiles entraîne l'élimination de l'éthylène, ce qui donne des complexes d'alcènes. 